# Sboriw
Sboriw (ukrainisch Зборів; russisch Зборов Sborow, polnisch Zborów) ist eine ukrainische Stadt im Westen der Oblast Ternopil und war bis Juli 2020 das Zentrum des gleichnamigen Rajons.
Sboriw liegt im ehemaligen Galizien, wo es ab 1904 Sitz einer Bezirkshauptmannschaft war.

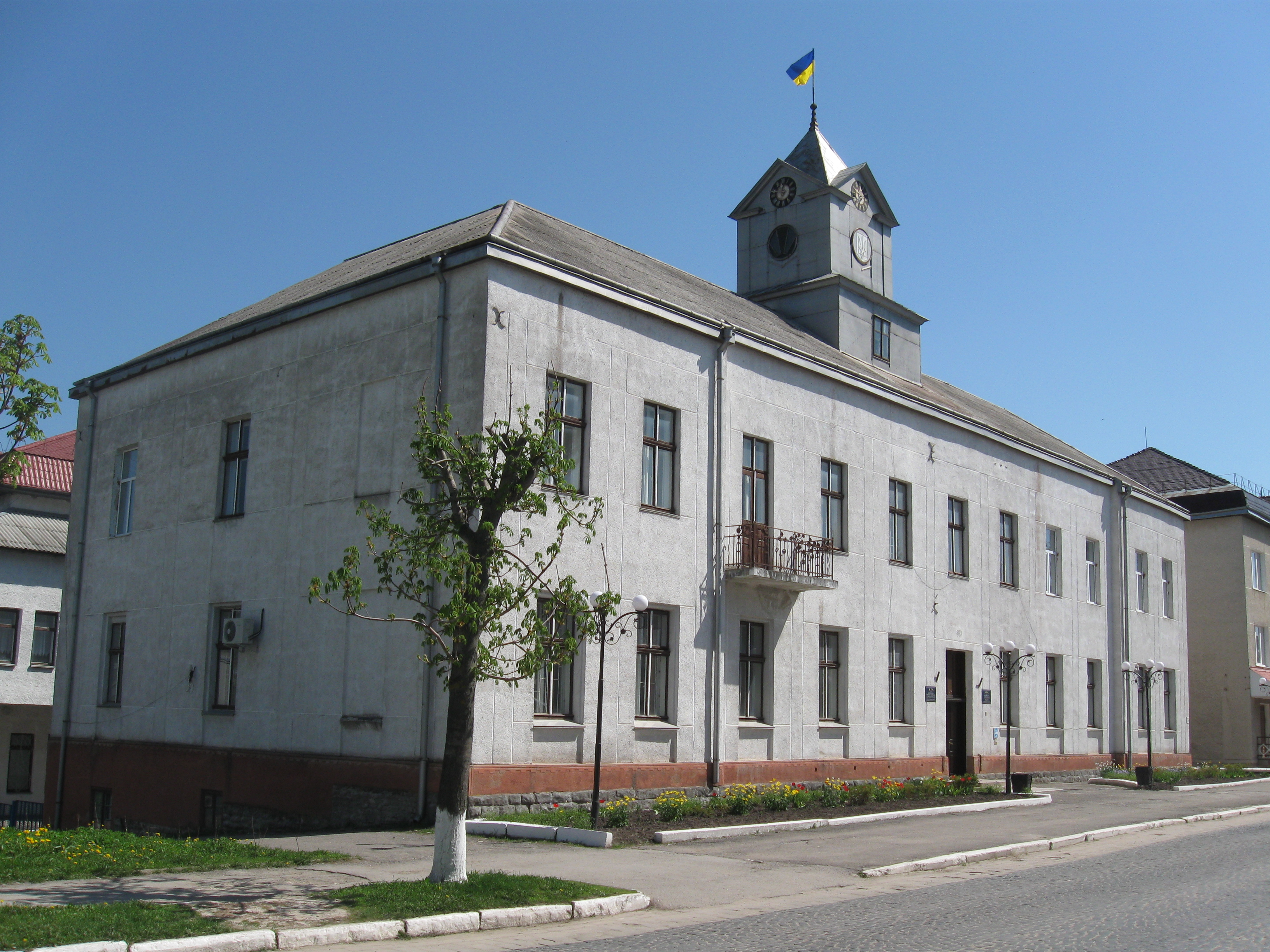
Rathaus im Ort

## Geographie
Die Stadt liegt 35 Kilometer nordwestlich der Oblasthauptstadt Ternopil und 85 Kilometer südöstlich von Lwiw (Lemberg) am Ufer der Strypa auf der Wolhynisch-Podolischen Platte. Die Stadt wird erschlossen durch die Fernstraße Lwiw – Winnyzja (N 02) und die Eisenbahnstrecke Lwiw–Ternopil.

## Ethnien
In der Stadt leben Ukrainer, Polen, Juden und andere Nationalitäten, wobei die Ukrainer die Mehrheit bilden.

## Geschichte
In der Umgebung von Sboriw wurden steinzeitliche Funde gemacht.
Erstmals erwähnt wurde die Stadt in einem Dokument aus dem Jahr 1166. 1241, während des Einfalls der Mongolen wurde es gebrandschatzt und zerstört. 1639 wurde Zborów die Stadtrechte verliehen. Der heutige Name soll mit dem Namen der polnischen Adelsfamilie Zborowski verwandt sein. Während des Chmelnyzkyj-Aufstands wurde in der Nähe der Stadt die polnische Armee von einer kosakisch-krimtatarischen Armee geschlagen, wonach zwischen den beiden Seiten der Vertrag von Sboriw unterzeichnet wurde.
1772 kam der Ort unter österreichische Herrschaft und wurde ein Teil Galiziens. Nach einer Verwaltungsreform war der Ort von 1854 bis 1867 und erneut ab 1904 Sitz der Bezirkshauptmannschaft Zborów und blieb dies bis 1918, parallel dazu wurde 1876 ein Bezirksgericht des Bezirks Złoczów (bis 1904, danach Bezirk Zborów) errichtet. Während dieser Zeit, am 22. Dezember 1870 wurde bei der Stadt ein Bahnhof der Strecke nach Tarnopol eröffnet.
1913 hatte Zborów etwa 6000 Einwohner, davon 1300 Polen, 2400 Ukrainer and 2300 Juden. Während des Ersten Weltkriegs war die Umgebung der Stadt Schauplatz einer Schlacht der tschechoslowakischen Legionäre gegen die k.u.k. Armee (Schlacht bei Zborów, 2. Juli 1917).
Nach dem Zusammenbruch der Donaumonarchie während des Ersten Weltkriegs im November 1918 wurde die Stadt Teil der Westukrainischen Volksrepublik (WUVR). Im Juli 1919 besetzte Polen auch die letzten Teile dieser Republik. Am 21. November 1919 sprach der Hohe Rat der Pariser Friedenskonferenz Ostgalizien für eine Zeitdauer von 25 Jahren Polen zu.
Nach dem Krieg kam Zborow zu Polen und war Sitz eines Powiat innerhalb der Woiwodschaft Tarnopol.

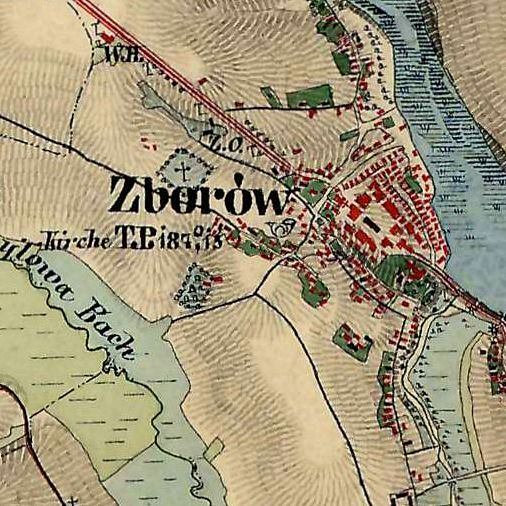
Zborów am Strypa, Franziszeische Landesaufnahme, um 1869

Während des Zweiten Weltkriegs wurde die Stadt im Juli 1941 von der Wehrmacht erobert. Einsatzgruppen der Sicherheitspolizei und des SD ermordeten kurz darauf die jüdische Bevölkerung der Stadt. Im Sommer 1944 wurde die Stadt während einer Offensive der Roten Armee völlig zerstört.
In der Ära der Sowjetunion (1944–1991) wurde Zborów, nunmehr ukrainisch Sboriw genannt, wieder aufgebaut. Kleinere Industriebetriebe (Bauindustrie, Lebensmittelindustrie) wurden in den 1960er Jahren angesiedelt. Der staatseigene Landwirtschaftsbetrieb (Sowchos) in Sboriw galt als einer der besten der Region.
In den 1980er Jahren wurde die Stadt durch staatliche Investitionen weiter entwickelt. Es entstand ein Kino, ein agrarischer Handelsbetrieb, eine neue weiterführende Schule, ein Bootsverleih, ein Fußballstadion, ein Rathaus und ein Kulturhaus.
Nach dem Zusammenbruch der Sowjetunion und der Planwirtschaft erlitt auch die lokale Wirtschaft einen erheblichen Niedergang. Seit den 1990er Jahren verließen daher viele arbeitsfähige Einwohner die Stadt, um als günstige Arbeitskräfte in Westeuropa oder Russland zu arbeiten. Heutzutage gibt es aber viele Einwohner, die täglich nach Ternopil und Lwiw pendeln, um dort zu arbeiten.

## Verwaltungsgliederung
Am 2. November 2018 wurde die Stadt zum Zentrum der neugegründeten Stadtgemeinde Sboriw (Зборівська міська громада Sboriwska miska hromada), zu dieser zählten auch noch die 37 Dörfer Awhustiwka (Августівка), Chorobriw (Хоробрів), Chorostez (Хоростець), Chrabusna (Храбузна), Futory (Футори), Harbusiw (Гарбузів), Hodiw (Годів), Iwatschiw (Івачів), Jaroslawytschi (Ярославичі), Jartschiwzi (Ярчівці), Jossypiwka (Йосипівка), Kabariwzi (Кабарівці), Kalne (Кальне), Kalyniwka (Калинівка), Kortschunok (Корчунок), Krasna (Красна), Manajiw (Манаїв), Meteniw (Метенів), Monyliwka (Монилівка), Mschana (Мшана), Nyschtsche (Нище), Olijiw (Оліїв), Perepelnyky (Перепельники), Pidhajtschyky (Підгайчики), Plisnjany (Плісняни), Pohribzi (Погрібці), Roshadiw, Schabynja (Жабиня), Schukiwzi (Жуківці), Slawna (Славна), Welyka Plawutscha (Велика Плавуча), Wilschanka (Вільшанка), Wirliw (Вірлів), Wolossiwka (Волосівка), Wowtschkiwzi (Вовчківці), Zezeniwka (Цеценівка) und Zyzory (Цицори), bis dahin bildete sie zusammen mit dem südöstlich gelegenen Dorf Futory die gleichnamige Stadtratsgemeinde Sboriw (Зборівська міська рада/Sboriwska miska rada) im Westen des Rajons Sboriw.
Am 12. Juni 2020 kamen noch weitere 15 in der untenstehenden Tabelle aufgelistetenen Dörfer zum Gemeindegebiet.
Seit dem 17. Juli 2020 ist sie ein Teil des Rajons Ternopil.
Folgende Orte sind neben dem Hauptort Sboriw Teil der Gemeinde:
| Name                     | Name           | Name                                  | Name           | Name |
| ukrainisch transkribiert | ukrainisch     | russisch                              | polnisch       |      |
| ------------------------ | -------------- | ------------------------------------- | -------------- | ---- |
| Awhustiwka               | Августівка     | Августовка (Awgustowka)               | Augustówka     |      |
| Berymiwzi                | Беримівці      | Беримовцы (Berimowzy)                 | Beremowce      |      |
| Bsowyzja                 | Бзовиця        | Бзовица (Bsowiza)                     | Bzowica        |      |
| Chrabusna                | Храбузна       | Храбузна                              | Chrabużna      |      |
| Chorobriw                | Хоробрів       | Хоробров (Chorobrow)                  | Chorobrów      |      |
| Chorostez                | Хоростець      | Хоростец                              | Chorościec     |      |
| Futory                   | Футори         | Футоры                                | Futory         |      |
| Harbusiw                 | Гарбузів       | Гарбузов (Garbusow)                   | Harbuzów       |      |
| Hodiw                    | Годів          | Годов (Godow)                         | Hodów          |      |
| Hrabkiwzi                | Грабківці      | Грабковцы (Grabkowzy)                 | Grabkowce      |      |
| Hukaliwzi                | Гукалівці      | Гукаловцы (Gukalowzy)                 | Hukałowce      |      |
| Iwatschiw                | Івачів         | Ивачев (Iwatschew)                    | Iwaczów        |      |
| Jaroslawytschi           | Ярославичі     | Ярославичи (Jaroslawitschi)           | Jarosławice    |      |
| Jartschiwzi              | Ярчівці        | Ярчовцы (Jartschowzy)                 | Jarczowce      |      |
| Jossypiwka               | Йосипівка      | Йосиповка (Jossipowka)                | Józefówka      |      |
| Kabariwzi                | Кабарівці      | Кабаровцы (Kabarowzy)                 | Kabarowce      |      |
| Kalyniwka                | Калинівка      | Калиновка (Kalinowka)                 | Cecowa         |      |
| Kalne                    | Кальне         | Кальное (Kalnoje)                     | Kalne          |      |
| Korschyliw               | Коршилів       | Коршилов (Korschylow)                 | Korszyłów      |      |
| Kortschunok              | Корчунок       | Корчунок (Kortschunok)                | -              |      |
| Krasna                   | Красна         | Красная (Krasnaja)                    | Krasna         |      |
| Kudobynzi                | Кудобинці      | Кудобинцы (Kudobinzy)                 | Kudobińce      |      |
| Kudyniwzi                | Кудинівці      | Кудиновцы (Kudynowzy)                 | Kudynowce      |      |
| Lawrykiwzi               | Лавриківці     | Лавриковцы (Lawrikowzy)               | Ławrykowce     |      |
| Lopuschany               | Лопушани       | Лопушаны                              | Łopuszany      |      |
| Manajiw                  | Манаїв         | Манаев (Manajew)                      | Manajów        |      |
| Meteniw                  | Метенів        | Метенев (Metenew)                     | Meteniów       |      |
| Mlyniwzi                 | Млинівці       | Млыновцы (Mlynowzy)                   | Młynowce       |      |
| Monyliwka                | Монилівка      | Мониловка (Monilowka)                 | Moniłówka      |      |
| Mschana                  | Мшана          | Мшана                                 | Mszana         |      |
| Nyschtsche               | Нище           | Нище (Nischtsche)                     | Nuszcze        |      |
| Olijiw                   | Оліїв          | Олиев (Olijew)                        | Olejów         |      |
| Oserjanka                | Озерянка       | Озерянка                              | Jezierzanka    |      |
| Perepelnyky              | Перепельники   | Перепельники (Perepelniki)            | Perepelniki    |      |
| Pidhajtschyky            | Підгайчики     | Подгайчики (Podgaitschiki)            | Podhajczyki    |      |
| Plisnjany                | Плісняни       | Плесняны (Plesnjany)                  | Pleśniany      |      |
| Pohribzi                 | Погрібці       | Погребцы (Pogrebzy)                   | Pohrebce       |      |
| Pryssiwzi                | Присівці       | Присовцы (Prissowzy)                  | Presowce       |      |
| Roshadiw                 | Розгадів       | Розгадов (Rosgadow)                   | Rozhadów       |      |
| Saruddja                 | Заруддя        | Зарудье (Sarudje)                     | Zarudzie       |      |
| Schabynja                | Жабиня         | Жабыня                                | Żabin          |      |
| Schukiwzi                | Жуківці        | Жуковцы                               | Żukowce        |      |
| Slawna                   | Славна         | Славная (Slawnaja)                    | Sławna         |      |
| Trawotoloky              | Травотолоки    | Травотолоки (Trawotoloki)             | Trawotłoki     |      |
| Tustoholowy              | Тустоголови    | Тустоголовы (Tustogolowy)             | Tustogłowy     |      |
| Welyka Plawutscha        | Велика Плавуча | Великая Плавуча (Welikaja Plawutscha) | Płaucza Wielka |      |
| Wilschanka               | Вільшанка      | Ольшанка (Olschanka)                  | -              |      |
| Wirliw                   | Вірлів         | Вирлов (Wirlow)                       | Urlów          |      |
| Wolossiwka               | Волосівка      | Волосовка (Wolossowka)                | Wołosówka      |      |
| Wowtschkiwzi             | Вовчківці      | Волчковцы (Woltschkowzy)              | Wołczkowce     |      |
| Zeziwka                  | Цецівка        | Цецовка (Zezowka)                     | Cecówka        |      |
| Zyzory                   | Цицори         | Цицоры (Zizory)                       | Cecory         |      |

### Politische Zugehörigkeit
Im Zeitraum von 1550 bis heute (2008), gehörte Ternopil zu folgenden Staaten:
- 1569–1772 in der Wojewodschaft Ruthenia, einer administrativen Einheit von Polen-Litauen;
- 1772–1918 Kaiserreich Österreich, ab 1867 Österreich-Ungarn;
- 1918–1939 Teil der Wojewodschaft Tarnopol, einer administrativen Einheit der Zweiten Republik Polen;
- 1939–1991 Teil der Sowjetunion;
- ab 1991 Teil der Ukraine

## Söhne und Töchter der Stadt
- Rafajil (Saborowskyj) (1676–1747), Metropolit von Kiew, Heiliger der Orthodoxe Kirche der Ukraine
- Mikolaj Skorodynski (1751/1757–1805), griechisch-katholischer Bischof von Lemberg
- Milena Rudnyzka (1892–1976), politische Aktivistin, Pädagogin, Journalistin und Schriftstellerin, polnische Parlamentsabgeordnete und Feministin
- Andrij Sybiha (* 1975), Diplomat und Jurist